# Sida (geometri)
Sida kallas i plangeometri de sträckor som begränsar en polygon. I rymdgeometri kallas de plana ytor som begränsar en kropp (och oftast polyedrar) för sida. I fyrdimensionell geometri är sidorna de plana ytor där två celler möts.